# Peter A. Levine
Peter Alan Levine (* 19. Februar 1942) ist ein amerikanischer Biophysiker, Psychologe, Psychotraumatologe und Autor.

## Leben und Wirken
Levine absolvierte im Jahre 1964 seinen Bachelor of Science in Physics Engineering an der University of Michigan, hiernach studierte er an der University of California in  Berkeley und promovierte 1977 in medizinischer Biophysik. Ein weiterer Ph.D. in Psychologie wurde ihm an der International University in Los Angeles 1978 zuteil. Es folgte eine Ausbildung in Bioenergetische Analyse nach Wilhelm Reich. Er arbeitete als Therapeut in einer Klinik in Boulder (Colorado) (gemeinsam mit Anngwynn St. Just) und im San Quentin State Prison. Im August 2021 gab er in einem Interview in Bad Boll Charlotte Selver, Ida Rolf und Magda Proskauer als seine wichtigsten Lehrerinnen an.
In den 70er Jahren begann er, Vietnamveteranen  Gruppen anzubieten. Etwa 10 Jahre bevor erstmals durch Magnetresonanztomographie (MRT) 1995 bei Veteranen (Gruppendaten) anatomische Veränderungen im Gehirn von Patienten mit dauerhaften posttraumatischen Belastungsstörungen (PTBS) wiederholt festgestellt wurden, begann er in seiner praktischen Arbeit als Therapeut bei seinen Klienten diesbezügliche Phänomene zu erforschen.
Heute bieten er und seine Schüler in 44 Ländern Vorträge, Fortbildungen und Seminare, auch gemeinsam mit weiteren Referenten wie Marianne Bentzen und Susan Hart, Stephen Porges, Anngwynn St. Just, zu der von ihm begründeten Somatic Experiencing (SE) an. SE ist eine körperorientierte Methode zur Traumaheilung. Sie setzt bei der Körperwahrnehmung des Klienten an und arbeitet mit dessen „Körpergedächtnis“, um Schocktraumata zu lösen. Ein erweiterter Ansatz eignet sich auch für die Behandlung von bindungsbedingten Kindheitstraumata, vor allem, wenn diese mit körperlicher Vernachlässigung oder Gewalt verbunden sind.
Für Levine ist kohärente Erfahrung nur unter der Einbeziehung der folgenden fünf Aspekte gegeben: Körperempfindung, visuelle Wahrnehmung, Verhalten, Affekt und Bedeutung. Trauma erzeuge eine Fragmentierung der Erfahrung. Ein Bild könne dann etwa getrennt von der gegenwärtigen Bedeutung einen Affekt auslösen. Aus hier und jetzt werde dort und damals. Die Wahrnehmung der Gegenwart werde dann durch das zurückliegende Trauma verzerrt und erzeuge entsprechende unangemessene Reaktionen.
Seine Dissertation an der University of California, Berkeley aus dem Jahre 1976 hatte den Titel Accumulated Stress, Reserve Capacity, and Disease.
Im Oktober 2010 erhielt er den „Lifetime Achievement Award“ der amerikanischen Vereinigung der Körperpsychotherapeuten.

## Werke (Auswahl)
- Trauma-Heilung: Das Erwachen des Tigers. Unsere Fähigkeit, traumatische Erfahrung zu transformieren. 2. Auflage, Essen 1999
- Sprache ohne Worte. Wie unser Körper Trauma verarbeitet und uns in die innere Balance zurückführt. Übersetzung aus dem Amerikanischen von Karin Petersen. 8. Auflage, München 2010
- Vom Trauma befreien. Wie Sie seelische und körperliche Blockaden lösen. 9. Auflage, München 2015
- Trauma und Gedächtnis. Die Spuren unserer Erinnerungen in Körper und Gehirn. Wie wir traumatische Erfahrungen verstehen und verarbeiten. München 2015

### Zusammen mit anderen Autoren
- mit Daniel Stern, Thomas Harms: Frühe Prägungen, drei Vorträge von den 4. Zürcher Traumatagen 2012, DVD (englisch/deutsch), Auditorium Netzwerk, Müllheim/Baden
- mit Maggie Kline: Verwundete Kinderseelen heilen. Wie Kinder und Jugendliche Traumatische Erlebnisse überwinden können. München 2005
- mit Maggie Phillips: Vom Schmerz befreit. Entdecken Sie die Kraft Ihres Körpers Schmerzen zu überwinden. München 2013
- mit Stephen Porges: SE und Neuronale Abläufe (englisch/deutsch) DVD, Auditorium Netzwerk, Müllheim/Baden